# Atout Pique
Atout Pique est un jeu de cartes et de levées apparenté à l'Ascenseur, se jouant avec 52 cartes et pour lequel les joueurs annoncent le nombre de levées qu'ils pensent faire, l'atout étant invariablement à Pique.

## Historique
Atout pique a été créé aux États-Unis dans les années 1930, il y est encore très joué. Jusque récemment, il n'a été que peu connu ailleurs, en dehors de quelques endroits où les troupes américaines furent stationnées, par exemple dans quelques régions germaniques. Cependant, depuis le milieu des années 1990, Atout Pique est devenu très populaire grâce à son accessibilité dans les salles de jeux de cartes en ligne sur Internet.

## Nombre de joueurs
Deux à cinq. En général et en compétition quatre, par équipes de deux (Partnership spades).

## Nombre de cartes
Jeu de 52 cartes classiques. On peut aussi y ajouter les jokers.

## Couleurs, rangs
Il n'y a pas de rang intrinsèque dans les couleurs, à l'exception de la couleur d'atout : pique comme le nom l'indique

## Cartes, rangs
Dans l'ordre décroissant : A, R, D, V, 10, 9, 8, 7, 6, 5, 4, 3, 2. Il existe une version où les 2 comptent comme les plus hauts atouts, avec, dans l'ordre, 2 de cœur, 2 de trèfle, 2 de carreaux, 2 de pique, puis le reste des atouts, As jusqu'à 3. Dans une autre version, avec les jokers, le 2 de carreaux et le 2 de pique sont les plus forts atouts suivis par le reste des piques.

## Principe
Faire le nombre de points requis, lesquels sont accordés à ceux qui font au minimum le nombre de plis qu'ils ont pariés.
La particularité du jeu est de prévoir des pénalités pour tout pli au-delà du contrat établi.
Ainsi si l'équipe A prévoit de faire 7 plis sur 13, qu'elle en réalise 8, elle gagne son contrat mais s'alourdit d'un sac de sable de 10 points, sachant que 10 sacs de sable "bags" enlèvent 100 points à l'équipe. Il s'agit donc pour une équipe de réaliser son contrat ET d'éviter les "bags" ou encore d'alourdir les adversaires.
Ainsi un score 490 équipe A avec 9 bags contre 430 équipe B avec 2 bags peut être gagné au tour suivant par l'équipe B si elle plombe l'équipe A d'1 seul sac. L'équipe A retombe à 390 points hors tour joué.

## La donne
Le premier donneur est choisi au hasard, et après, à chaque tour, le donneur change dans le sens des aiguilles d'une montre. L'ensemble des cartes est réparti une par une, face cachée, en commençant par la gauche du donneur. Les joueurs prennent alors connaissance de leurs cartes.
Quelquefois, on autorise le donneur à montrer quelques cartes, en général trois par joueur, à condition que le même nombre de cartes soit montré par joueur. Ces cartes sont appelées Power checks, et servent à contrebalancer les blind bids.

## Mises
Chaque joueur décide d'un nombre de plis qu'il souhaite faire, en commençant par le joueur à la gauche du donneur puis tour à tour tous les autres joueurs et ce pendant un seul tour. Aucun joueur ne peut passer. Aucune des couleurs n'est citée pendant les mises : l'atout reste pique.
Quelquefois, s'il y a deux équipes, on peut miser dans l'ordre : joueur de gauche, partenaire de ce joueur, partenaire du donneur, donneur.

## Jeu
Chaque main modifie le score et le jeu s'arrête à un certain nombre de points fixé au début, 500 en général. Certaines parties très rapides se jouent en 200 et on entend parler de parties en 5000 points, très longues.
Le joueur à gauche du donneur ouvre (quelquefois le joueur possédant le 2 de trèfle ouvre avec), les joueurs doivent alors suivre la couleur s'ils en possèdent. Dans le cas contraire, il peut choisir n'importe quelle carte. Le pli est emporté par le joueur ayant mis l'atout le plus élevé ou, s'il n'y a pas d'atout, la plus haute carte à la couleur demandée. Le joueur qui l'emporte a la main pour la prochaine ouverture. Et ainsi de suite jusqu'à ce que toutes les cartes aient été jouées.
Dans beaucoup de jeux, les piques ne peuvent être lancés que s'ils ont déjà été joués, ou si le joueur n'a que ça en main.

## Score
Pour la réussite du contrat le joueur marque dix points par pli misé, plus un point pour chaque pli en plus (appelé paquet).
En général une déduction de 100 points au score est effectuée quand un joueur réunit dix paquets.
Il existe une version sans compte des plis en trop (No Overs).
Exemple : je mise 7, je fais 8 : je marque 7 x 10 + 8 - 7 = 71.
Dans une autre version, si un joueur ou une équipe emporte le double des plis demandés, il marque exactement le nombre de plis demandés (Double Over, Double Back). 
En général, on cherche à faire exactement le nombre de plis demandés.
Pour la chute d'un contrat (faire moins de plis que demandé) on marque 0 point.
Dans certaines versions on soustrait au score 10 points par pli demandé.

## Partnership Spades(atout pique en équipe)
Les partenaires sont l'un en face de l'autre. Le jeu se déroule de façon identique mais les contrats de mise comptent par équipe (la valeur du contrat est égale à la somme des mises des partenaires). La valeur des plis est donc la somme des plis emportés par chacun des joueurs de l'équipe. Certaines versions en équipe requièrent une mise minimum de 2 pour chaque joueur.

## Mises particulières et variations

### Blinds
Si un joueur (ou l'équipe de ce joueur) est en retard de 100 points il peut demander une mise aveugle (blind) sans regarder les cartes. Il marquera alors 20 points par pli (les paquets sont annulés) s'il réussit son contrat, et ne sera pas plus pénalisé s'il le chute que s'il l'avait demandé normalement.
En général un minimum de 6 ou 7 plis est demandé en mise aveugle.

### Zéro (ou nul)
Une règle spéciale permet à un joueur de demander Zéro, à savoir ne récupérer aucun pli.
Contrairement à une mise normale, le joueur demandant Zéro doit faire exactement 0 pli, 1 pli ou plus signifie la chute du contrat.
De plus, en cas de jeu en équipe, le partenaire du Zéro est tout seul pour les plis (il doit faire son contrat tout seul).
Communément, le Zéro rapporte 100 points, et coûte 100 points en cas de chute.

### Double Zéro (ou double nul)
Combinaison d'un blind et d'un Zéro.
Le joueur demande Zéro sans regarder ses cartes.
Le Double Zéro se déroule comme un Zéro.
Il rapporte 200 points, et coûte 200 points en cas de chute.
Cependant se partagent deux façons de jouer le Double Zéro :
- soit il est autorisé tout le temps ;
- soit l'équipe doit être en retard au score (de 200 points en général) auquel cas on autorise les joueurs partenaires à s'échanger des cartes (d'abord le joueur demandant choisit 2 cartes il les transmet à son partenaire qui en prend connaissance puis choisit lui aussi 2 cartes de son jeu et les transmet à son partenaire).

### Ten for two(10 valent double)
Cette mise en équipe permet à l'équipe qui remplit un contrat à 10 plis de marquer 200 points, 400 en cas de mise aveugle (blind).

### Suicide
Le suicide est joué en équipe et oblige les équipes à miser au moins 1 Zéro.